# 19593 Justinkoh
19593 Justinkoh è un asteroide della fascia principale. Scoperto nel 1999, presenta un'orbita caratterizzata da un semiasse maggiore pari a 3,1605380 UA e da un'eccentricità di 0,1862267, inclinata di 1,28577° rispetto all'eclittica.